# Percy Cradock
Sir Percy Cradock, GCMG, PC (* 26. Oktober 1923 in Byers Green, County Durham, England; † 22. Januar 2010 in London) war ein britischer Diplomat, der zwischen 1976 und 1978 britischer Botschafter in der Deutschen Demokratischen Republik sowie von 1978 bis 1983 Botschafter in der Volksrepublik China war. Darüber hinaus war er zwischen 1985 und 1992 Vorsitzender des Gemeinsamen Geheimdienstausschusses JIC (Joint Intelligence Committee).

## Leben

### Studium, Zweiter Weltkrieg und Beginn der diplomatischen Laufbahn
Percy Cradock stammte aus einer Familie von Kleinbauern aus Northumberland sowie County Durham und wuchs in den 1930er sowie 1940er Jahren in notleidenden vom Bergbau geprägten Dörfern auf. Mit finanzieller Unterstützung durch ein Stipendium besuchte er die Grammar School in Spennymoor und leistete während des Zweiten Weltkrieges Militärdienst in der Royal Air Force (RAF). Geprägt von seiner familiären Herkunft war er Unterstützer der Labour Party. Nach Kriegsende absolvierte er ein Studium der Anglistik sowie der Rechtswissenschaften am St John’s College der University of Cambridge, die er beide mit Auszeichnung abschloss. Er war damit der erste Angehöriger seiner Familie, der eine Universität besuchte. Beeindruckt von der Arbeit des Sinologen Arthur Waley beschäftigte er sich zunehmend auch mit Sinologie sowie der chinesischen Sprache. 1950 war er Präsident des Debattierclubs Cambridge Union Society, der ältesten Studentenverbindung der Universität, und konnte sich bei seiner Wahl gegen seinen der Conservative Party nahestehenden Mitbewerber Norman Anthony Francis St John-Stevas durchsetzen, der später Abgeordneter des House of Commons, Chancellor of the Duchy of Lancaster sowie nach seiner Erhebung zum Baron St John of Fawsley Mitglied des House of Lords war. Nach Abschluss des Studiums erhielt er 1953 seine anwaltliche Zulassung an der Anwaltskammer (Inns of Court) von Middle Temple, trat aber 1954 in den diplomatischen Dienst ein. Nach einer ersten Verwendung im Außenministerium (Foreign Office) war er zwischen 1957 und 1961 Erster Sekretär am Hochkommissariat in Malaysia, ehe er zwischen 1961 und 1962 zum Gouverneur von Hongkong abgeordnet war. Im Anschluss fungierte er zwischen 1962 und 1963 als Sekretär für Chinesisch beim Geschäftsträger (Chargé d’affaires) an der Vertretung in der Volksrepublik China und daraufhin von 1963 bis 1966 abermals als Mitarbeiter im Außenministerium in London.
1966 kehrte Cradock nach Peking zurück und war dort von 1966 bis 1969 Botschaftsrat und Kanzler sowie als solcher von 1968 bis 1969 selbst Geschäftsträger (Chargé d’affaires) der Vertretung in der Volksrepublik China. Dort wurde er 1968 für seine Verdienste Commander des Order of St Michael and St George (CMG). Anschließend wechselte er ins Ministerium für Auswärtige und Commonwealth-Angelegenheiten (Foreign and Commonwealth Office) und war dort anfangs zwischen 1969 und 1971 Leiter des Planungsstabes, ehe er von 1971 bis 1975 Assistierender Unterstaatssekretär für den Bewertungsstab (Assistant Under-Secretary (Assessments Staff)) im Kabinettsamt (Cabinet Office), eine zentrale Behörde der britischen Regierung, deren Aufgabe es ist, den Premierminister und das Kabinett mit seinen Ministern in der Regierungsarbeit zu unterstützen.

### Botschafter in der DDR sowie der Volksrepublik China und Vorsitzender des Joint Intelligence Committee
1976 übernahm Percy Cradock von Curtis Keeble den Posten als Botschafter in der Deutschen Demokratischen Republik und bekleidete dieses Amt bis 1978, woraufhin Peter Martin Foster seine Nachfolge antrat. Er selbst wurde daraufhin 1978 Botschafter in der Volksrepublik China und damit Nachfolger von Edward Youde. Diesen Botschafterposten hatte er bis zu seiner Ablösung durch Richard Mark Evans 1983 inne. Während seiner Tätigkeit als Botschafter in der Volksrepublik China wurde er am 14. Juni 1980 zum Knight Commander des Order of St Michael and St George (KCMG) geschlagen und führte seither den Namenszusatz „Sir“. Am 11. Juni 1983 wurde er zum Knight Grand Cross des Order of St Michael and St George (GCMG) erhoben. 1984 war er noch kurze Zeit Stellvertretender Unterstaatssekretär im Ministerium für Auswärtige und Commonwealth-Angelegenheiten. 1984 wurde John Dixon Iklé Boyd zum Assistierenden Unterstaatssekretär (Assistant Under-Secretary of State) ins Außenministerium (Assistant Under-Secretary of State) berufen, um den stellvertretenden Unterstaatssekretär Percy Cradock und den Unterstaatssekretär David Wilson zu entlasten, die mit dem Hongkong-Referat und dem Fernost-Referat intensiv mit den Verhandlungen mit der Volksrepublik China über die Verhandlungen zur Wiedereingliederung Hongkongs befasst waren, die letztlich zur Unterzeichnung der chinesisch-britischen gemeinsamen Erklärung zu Hongkong am 19. Dezember 1984 führte. Er schied danach aus dem diplomatischen Dienst aus.
1985 wurde Cradock Außenpolitischer Berater von Premierministerin Margaret Thatcher und zugleich als Nachfolger von Patrick Richard Henry Wright auch Vorsitzender des Gemeinsamen Geheimdienstausschusses JIC (Joint Intelligence Committee), einem beratenden Gremium, das für die Bewertung, Koordinierung und Überwachung der Geheim- und Nachrichtendienste Secret Intelligence Service (SIS), Security Service (MI5), Government Communications Headquarters (GCHQ) sowie Defence Intelligence (DI) zuständig ist und eng mit der Joint Intelligence Organisation (JIO) des Cabinet Office zusammenarbeitet. Diese Funktionen hatte er auch unter Thatchers Nachfolger als Premierminister John Major bis 1992 inne und wurde daraufhin von Rodric Braithwaite abgelöst. Während seiner dortigen Tätigkeit kam es am 7. Februar 1991 zum Granatenangriff auf die Downing Street No. 10, den Sitz des Premierministers. Dieser erfolgte durch die Provisional Irish Republican Army (IRA) am 7. Februar 1991. Das Ziel war, den amtierenden Premierminister John Major und sein Kriegskabinett, welche den Zweiten Golfkrieg besprachen, zu töten. Ursprünglich war der Angriff auf die Vorgängerin von Major, Margaret Thatcher, geplant. Anlässlich des Treffens waren anwesend: Premierminister John Major, der Chefsekretär des Schatzamtes David Mellor, Außenminister Douglas Hurd, Verteidigungsminister Tom King, Schatzkanzler Norman Lamont, Handels- und Industrieminister Peter Lilley, Energieminister John Wakeham, Kabinettsekretär Robin Butler, der Chef des Verteidigungsstabes Marshal of the Royal Air Force David Craig, Generalstaatsanwalt Patrick Mayhew, Percy Cradock, der Privatsekretär des Premierministers Charles Powell und der Pressesekretär des Premierministers Gus O’Donnell. Kein Mitglied des Kabinetts wurde verletzt, allerdings trugen vier Personen leichte Verletzungen davon, darunter zwei Polizisten, die von umherfliegenden Trümmern getroffen wurden. Am 9. Februar 1993 wurde er des Weiteren Mitglied des Geheimen Kronrates (Privy Council).
Für sein 2002 erschienenes Buch Know Your Enemy: How the Joint Intelligence Committee Saw the World wurde er mit dem Duke of Westminster’s Medal for Military Literature ausgezeichnet. Er war von 1953 bis zu seinem Tode 2010 mit Birthe Dyrlund verheiratet.

## Veröffentlichungen
- Experiences of China, 1994
- In Pursuit of British Interests, 1997
- Know Your Enemy: How the Joint Intelligence Committee Saw the World, 2002